# Hybrid (Marvel)
Hybrid is een fictieve antiheld uit de strips van Marvel Comics. Hij is het resultaat van een symbiose tussen een symbioot en een mens. Hij werd bedacht door Evan Skolnick en Patrick Zircher, en verscheen voor het eerst in de miniserie Venom: Along Came A Spider.

## Geschiedenis
Scott Washington verscheen een aantal maal in New Warriors volume 1 als een van de bewakers die Justice moesten bewaken die was opgesloten wegens de moord op zijn vader.
Toen de gastlichamen van de symbioten Riot, Lasher, Agony en Phage, allemaal creaties van de schurk Venom, werden vermoord door Scream, fuseerden de vier symbioten tot een nieuwe symbioot. Deze symbioot koos Scott Washington uit als zijn gastlichaam. Scott had onder andere de opdracht om de symbioten te bewaken. Hij besefte dat ze niet zo zeer kwaadaardig of een bedreiging waren, en dat de experimenten die met ze werden uitgevoerd hen juist pijn deden, dus liet hij ze gaan. Hij werd hiervoor ontslagen. Toen de nieuwe symbioot hem vond, verbond hij zich met Scott tot de antiheld Hybrid.
Scott had een hoop opgekropte woede. Zo veel zelfs dat de symbioot zijn gastlichaam er vaak van moest weerhouden gewelddadig te worden in plaats van andersom. Omdat de symbioot oorspronkelijk vier verschillende wezens was, moest Scott nu om leren gaan met vier verschillende stemmen/persoonlijkheden naast zijn eigen.
Als Hybrid kreeg Scott een hoop media aandacht. Hoewel de meeste kritiek positief was, trok hij ook de aandacht van de Jury, een groep van zelfbenoemde “bewakers van justitie”. Ze wilden hem executeren puur vanwege het feit dat hij een symbioot was. Hybrid werd gered door de New Warriors. Hybrid kreeg aangeboden zich permanent bij de New Warriors aan te sluiten, maar dit sloeg hij af omdat hij belangrijke dingen te doen had in zijn oude buurt. Hybrids huidige status is onbekend.

## Krachten en vaardigheden
Net zoals Spider-Man en Venom, kan Hybrid tegen muren opkruipen en webben afschieten. Hij kan zijn symbioot kostuum omvormen tot verschillende wapens. De symbioot heeft ook een camouflage mogelijkheid zodat Hybrid kan opgaan in zijn omgeving. De symbioot kan elk type kleding imiteren.
Hybrid is in staat 30 tot 35 ton op te tillen. Hij kan stukken van zijn symbioot kostuum afscheiden om boodschappen over te brengen aan anderen, en zijn symbioot omvormen tot een membraan dat hem in staat stelt door de lucht te zweven.

## Trivia
- Hybrid is de eerste symbioot die zich heeft verbonden met een Afro-Amerikaans persoon.
- Hybrid is de eerste “goede” symbioot. Hoewel Toxin beter bekend is als held, kwam hij pas later en Venom is een antiheld die vaak voor superschurk doorgaat.